# Лукас (Ајова)
Лукас (енгл. Lucas) град је у америчкој савезној држави Ајова. По попису становништва из 2010. у њему је живело 216 становника.

## Демографија
Према попису становништва из 2010. у граду је живело 216 становника, што је -27 (-11.1%) становника више него 2000. године.
| Група             | 2000.       | 2010.       |
| Белци             | 238 (97,9%) | 205 (94,9%) |
| Афроамериканци    | 0 (0,0%)    | 1 (0,5%)    |
| Азијати           | 2 (0,8%)    | 0 (0,0%)    |
| Хиспаноамериканци | 2 (0,8%)    | 4 (1,9%)    |
| Укупно            | 243         | 216         |